# 瑞蓋特村之謎
《瑞蓋特村之謎》（英語：The Adventure of the Reigate Squire）是柯南·道爾所著的福爾摩斯探案的56個短篇故事之一，收錄於《福爾摩斯回憶錄》。

## 故事簡介
福爾摩斯應華生的邀約到鄉間度假。度假期間在鄉間卻發生兇殺案，一名有錢人的馬夫被槍殺，一般人都認為是強盜的所為，但福爾摩斯是非一般的兇案，他在死者手中找到一張紙角，紙上寫著耐人尋味的字句。福爾摩斯憑著紙上的線索及現場的環境，認定馬夫的主人就是殺人兇手，因為馬夫見到了主人不當的勾結，所以主人要殺人滅口。

## 改編作品
- 1922年無聲電影《瑞蓋特村之謎（法语：The Reigate Squires）》[2]。